# Nepotianus
Ne doit pas être confondu avec Januarius Nepotianus ou Népotien.
Nepotianus (en latin : Nepotianus ; mort en 465) était un général romain (magister militum) de l’empereur Majorien, qui a combattu dans la bataille d’Arles et les guerres de Gaule.

## Biographie
Il épousa la sœur de Marcellin, un commandant semi-indépendant de Dalmatie : leur fils fut Julius Nepos, le dernier empereur romain d’Occident de jure.
En 458, il est comes et magister militiae et, avec Ægidius, partage le commandement de l’armée de l’empereur Majorien. Cette année-là, une campagne fut entreprise pour reconquérir la Gaule. L’armée impériale, renforcée par un fort contingent de mercenaires barbares, chasse d’Arles les Wisigoths commandés de Théodoric II, les forçant à retourner à leur condition de feudataires. Avec l’aide de ces nouveaux ralliés, l’armée remonte la vallée du Rhône et l'occupe par la force et la diplomatie : les Burgondes sont vaincus et Lyon est reprise après un siège (la ville est condamnée à payer une forte indemnité de guerre).
Au début des années 460, Nepotianus est déposé sur ordre de Théodoric II, peut-être parce qu’il était hostile au puissant magister militum Ricimer, et remplacé par Arborius. Il meurt en 465.

## Source
- (it) Cet article est partiellement ou en totalité issu de l’article de Wikipédia en italien intitulé « Nepoziano (magister militiae) » (voir la liste des auteurs).